# Protestantyzm w Stanach Zjednoczonych

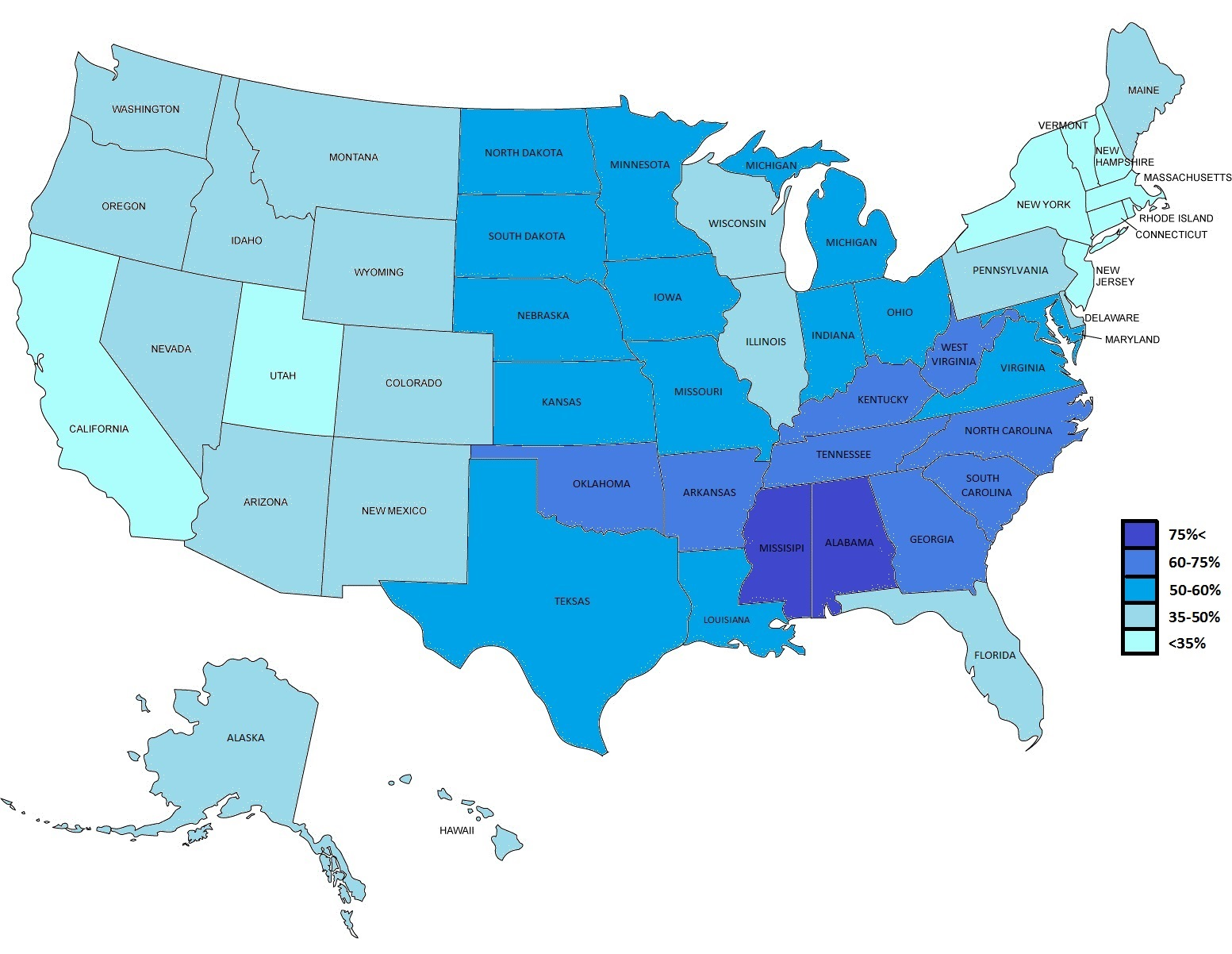
Występowanie protestantyzmu w USA, 2014

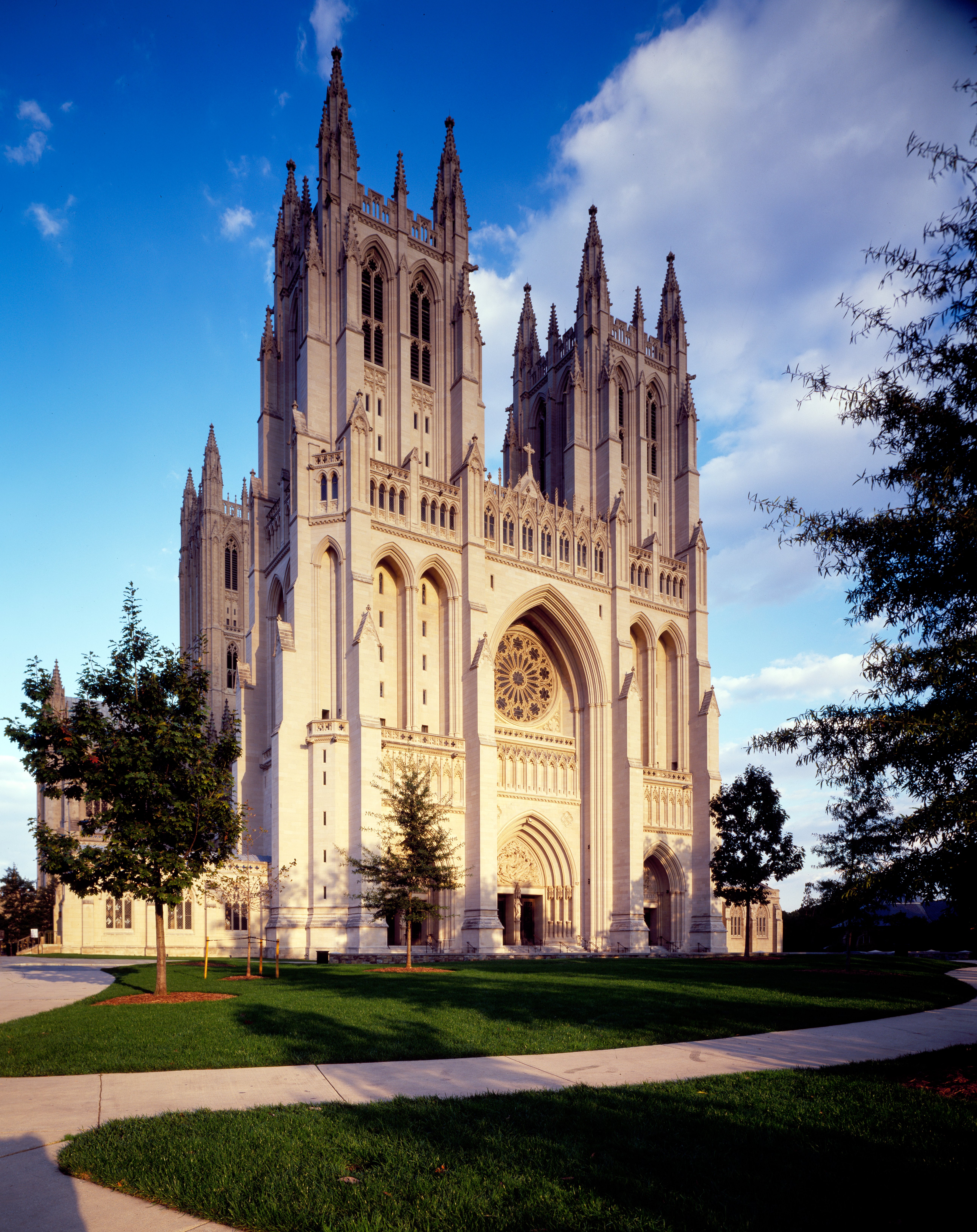
Katedra Narodowa w Waszyngtonie.

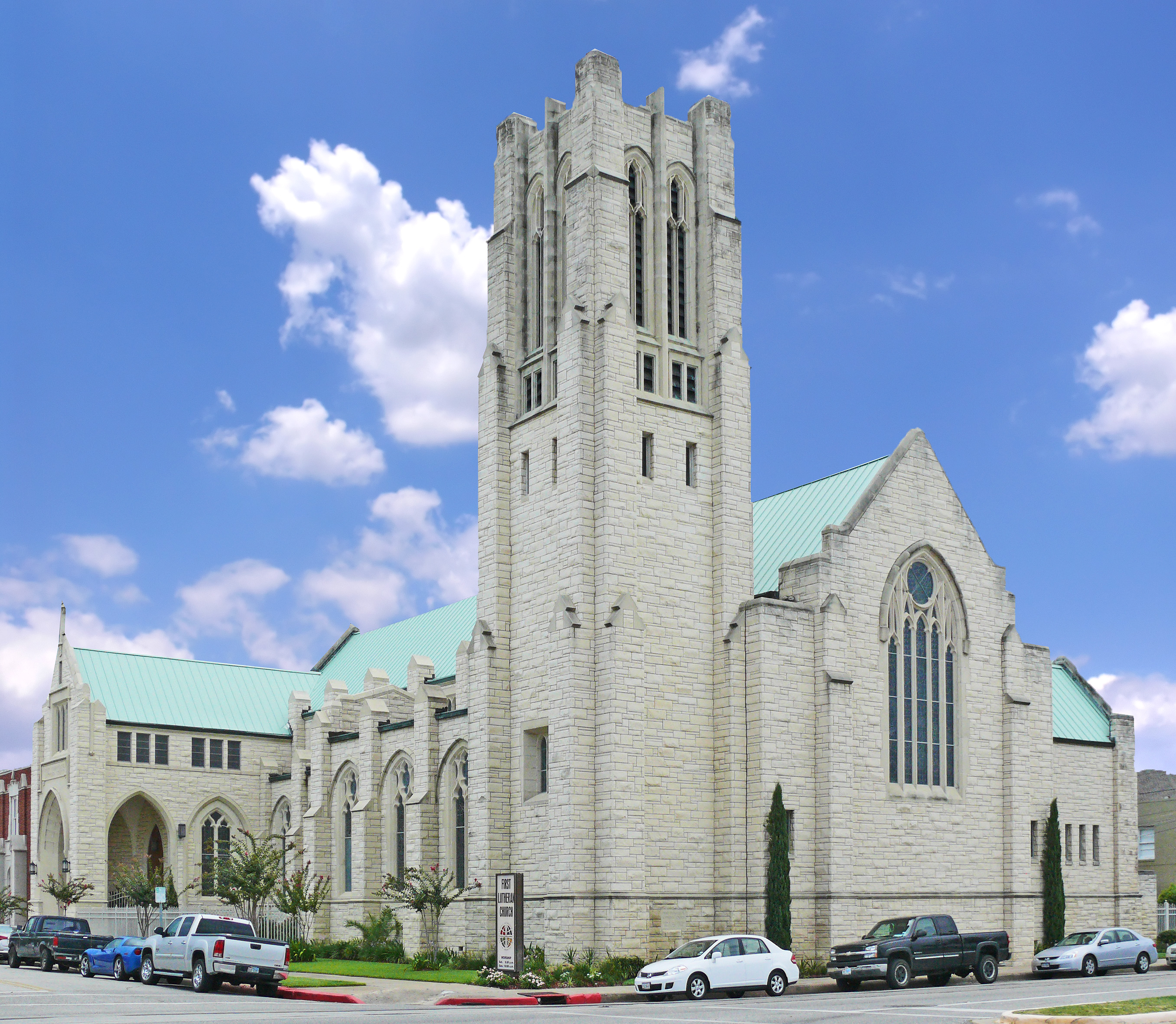
Kościół luterański w Galveston

Protestantyzm w Stanach Zjednoczonych – największa grupa religijna w Stanach Zjednoczonych, stanowi około połowę populacji kraju. Protestanci są podzieleni na wiele różnych wyznań i odłamów, które są zazwyczaj klasyfikowane jako nurt główny lub ewangelikalne.
Największą grupą protestancką w Stanach Zjednoczonych są baptyści, a Południowa Konwencja Baptystyczna jest największą denominacją protestancką z 16 milionami wiernych. Największym wyznaniem wśród Afroamerykanów jest Narodowa Konwencja Baptystyczna USA, obejmująca ponad 5 milionów wiernych. Oprócz tego istnieje wiele mniejszych odłamów baptystów. Baptyści są obecni w tej części Ameryki Północnej od początku XVII wieku. Za pionierów baptyzmu w Ameryce Północnej uznawani są Roger Williams i John Clarke, którzy pracowali na rzecz wolności religijnej.
Według danych z 2008 roku 51,3% Amerykanów należało do różnych Kościołów protestanckich. Następujące odłamy protestanckie wyznawali: baptyści (17,2%), a dalej: metodyści (6,2%), luteranie (4,6%), bezdenominacyjni (4,5%), zielonoświątkowcy (4,4%), prezbiterianie (2,7%), restoracjoniści (2,1%) i anglikanie (1,5%).
W ostatnich dziesięcioleciach większość wyznań protestanckich nurtu głównego w Stanach Zjednoczonych odnotowuje znaczące spadki liczbowe. Od 1960 do 2011 roku Zjednoczony Kościół Chrystusa stracił 48% wiernych, Kościół Episkopalny 43%, Kościół Prezbiteriański USA 35%, Zjednoczony Kościół Metodystyczny 29%, a Kościół Ewangelicko-Luterański w Ameryce 19%. Niektóre denominacje zanotowały wzrost, w tym: Południowa Konwencja Baptystyczna (66%) i Zbory Boże (498%), a przede wszystkim lokalne bezdenominacyjne zbory.

## Największe kościoły protestanckie
1. Południowa Konwencja Baptystyczna, 16 136 044 wiernych,
2. Zjednoczony Kościół Metodystyczny, 7 679 850 wiernych,
3. Kościół Boży w Chrystusie, 5 499 875 wiernych,
4. Narodowa Konwencja Baptystyczna USA, 5 197 512 wiernych,
5. Kościół Ewangelicko-Luterański w Ameryce, 4 274 855 wiernych,
6. Narodowa Konwencja Baptystyczna Ameryki, 3 500 000 wiernych,
7. Zbory Boże, 3 030 944 wiernych,
8. Kościół Prezbiteriański USA, 2 675 873 wiernych,
9. Afrykański Kościół Metodystyczno-Episkopalny, 2 500 000 wiernych,
10. Narodowa Misyjna Konwencja Baptystyczna Ameryki, 2 500 000 wiernych,
11. Kościół Luterański Synodu Missouri, 2 278 586 wiernych,
12. Kościół Episkopalny, 1 951 907 wiernych,
13. Zielonoświątkowe Zbory Świata, 1 800 000 wiernych,
14. Kościoły Chrystusowe, 1 639 495 wiernych,
15. Afrykański Metodystyczno-Episkopalny Kościół Syjonu, 1 400 000 wiernych,
16. Amerykańskie Zbory Baptystyczne USA, 1 308 054 wiernych,
17. Kościół Boży (Cleveland), 1 074 047 wiernych,
18. Kościoły Chrześcijańskie i Kościoły Chrystusowe, 1 071 616 wiernych,
19. Kościół Adwentystów Dnia Siódmego, 1 060 386 wiernych,
20. Zjednoczony Kościół Chrystusa, 1 058 423 wiernych,
21. Progresywna Narodowa Konwencja Baptystyczna, 1 010 000 wiernych.

Źródło: 2012 Yearbook of American & Canadian Churches.